# Walid Ould-Chikh
Walid Ould-Chikh (* 6. November 1999 in Roosendaal, Niederlande) ist ein niederländisch-marokkanischer Fußballspieler.

## Karriere im Fußball
Walid Ould-Chikh spielte als Kind und Jugendlicher bei RSC Alliance Roosendaal in seinem Geburtsort Roosendaal und genoss später seine fußballerische Ausbildung unter anderem beim FC Twente sowie bei PEC Zwolle. Mit 16 wurde er noch als Jugendspieler vereinslos, ehe er nach einem Jahr beim Amateurverein DHSC Utrecht unterkam. Nur ein Jahr später wechselte Ould-Chikh innerhalb der Stadt zu USV Hercules, von dem er den Sprung in die zweite Mannschaft von BV De Graafschap wagte. Im Jahr 2020 wurde er von der Reservemannschaft des FC Volendam unter Vertrag genommen.
Walid Ould-Chikh kam am 18. Oktober 2021 beim 1:0-Sieg im Zweitligaspiel gegen NAC Breda zu seinem ersten Einsatz für die Profimannschaft. Im Laufe der Saison wurde er – eingesetzt auf verschiedenen Positionen – Stammspieler. Der FC Volendam stieg zum Ende der Saison 2021/22 in die Eredivisie auf. Angekommen im Oberhaus, hatte Ould-Chikh regelmäßig gespielt, war aber mit lediglich vier Startelfmandaten nicht Teil der Stammelf. Im Juli 2023 wurde er für eine Saison an den Zweitligisten Roda JC Kerkrade verliehen. In Kerkrade, einer Stadt an der deutschen Grenze, die mit der Nachbarstadt Herzogenrath die Doppelstadt „Eurode“ bildet, war Walid Ould-Chikh als offensiver Mittelfeldspieler Stammspieler und trug mit 12 Toren sowie 8 Vorlagen zur Qualifikation seines Vereins für die Auf-und-Abstiegs-Play-offs bei. Dort schied er mit seinem Verein in der ersten Runde gegen NAC Breda aus.
Ende Juli 2024 zog es Ould-Chikh zum ersten Mal ins Ausland, als der offensive Mittelfeldspieler einen Vertrag bis zum 30. Juni 2027 in Deutschland beim Zweitligisten Eintracht Braunschweig unterschrieb. Er erhielt in der zweitgrößten niedersächsischen Stadt die Rückennummer 10.

## Privates
Ould-Chikh besitzt die niederländische und marokkanische Staatsangehörigkeit.